# Liste de ponts de la Manche
Cet article présente une liste de ponts de la Manche, en France.

## Grands ponts
Les ouvrages de longueur totale supérieure à 100 m du département de la Manche sont classés ci-après par gestionnaires de voies.
- Le pont-canal de Carentan, ouvrage unique en France inauguré en 1994 faisant passer la N13 entre Cherbourg-en-Cotentin et Caen sous la Taute

## Ponts présentant un intérêt architectural ou historique
Les ponts de la Manche inscrits à l’inventaire national des monuments historiques sont recensés ci-après.
- Vieux Pont sur la Sélune - Ducey - Poilley - XVIIe siècle
- Pont - Liesville-sur-Douve - XVIIIe siècle

## Sources
Base de données Mérimée du Ministère de la Culture et de la Communication.